# 松島鴻太
松島 鴻太（まつしま こうた、1991年5月1日 - ）は、日本の実業家、元ラグビー選手。
父は株式会社マツシマホールディングス代表取締役会長の松島正昭。姉は実業家の松島悠衣。

## プロフィール
- 京都府出身[1]。
- ポジションはスクラムハーフ(SH)。
- 身長 177cm、体重 84kg

## 来歴
ラグビーを始めたきっかけは兄に誘われたことから。
2011年、東海大仰星高校卒業後、東海大学に入学する。なお東海大仰星高校時代、高校日本代表候補に選ばれたことがある。
2014年、東海大学体育会ラグビーフットボール部の副将に就任した。
2015年、東海大学卒業後、コカ・コーラレッドスパークスに加入。
2016年8月27日に行われたジャパンラグビートップリーグ第1節のキヤノンイーグルス戦に途中出場で公式戦初出場を果たした。
2017年、コカ・コーラレッドスパークスを退団した。
引退後は家業であるマツシマホールディングスに入社、2019年より常務取締役とともにテイクフィジカルコンディショニング代表取締役に就任。
2022年、地元のプロバスケットボールBリーグクラブである京都ハンナリーズの運営会社であるスポーツコミュニケーションKYOTOの代表取締役に就任。